# 戈雷什马诺沃 (市级镇)
戈雷什马诺沃（羅馬化：Golyshmanovo），旧称卡特什卡（Катышка），是俄罗斯秋明州戈雷什马诺沃区的市级镇，同时也是该区行政中心，位于额尔齐斯河流域内的卡特什卡河畔。
建于1911年。历年人口普查中，该地2019年人口有14,120人，2010年人口13,634人，2002年人口13,510人，1979年有人口11,557人。